# Emirat d'Adamaua
Adamaua o Adamawa fou un antic estat del Camerun. A aquest territori van arribar grups de pastors peuls al segle xviii procedents de Macina i buscant pastures pels seus ramats i es van instal·lar pacíficament. Van prendre el poder sota un cap fulbe de nom Adama (Modibbo Adama ben Hassan) el 1809, el qual va acollir la crida d'Osman Dan Fodio a la guerra santa i va fundar l'emirat de Yola, després conegut per emirat d'Adamaua del nom d'aquest cap. L'estat d'Adamaua abraçava l'emirat de Yola propi i altres estats tributaris d'aquest com Banyo, Garowa, Bindere, Ngaundere, Rei i Tibati. Els dirigents de l'estat portaren el títol d'emir (en plural lamido) de Yola. Adama va ser emir del 1806 al 1848; després van seguir diversos emirs.
L'emirat d'Adamawa es reconeixia vassall del sultanat de Sokoto fundat per Osman Dan Fodio, però era notablement autònom. El setembre del 1901 va quedar repartit entre la colònia alemanya del Camerun i el protectorat britànic de Nigèria del Nord. El 25 de febrer de 1903 els britànics tenien el domini efectiu de la seva part després de controlar la resistència de l'emir Zubayru (deposat el 1901)
Després de la colonització europea els emirs van continuar dirigint la regió com a caps tradicionals, per aprofitar la seva influència però sense cap poder efectiu. Després de 1947 es va eliminar el reconeixement del càrrec però després es va restablir.

## Llista d'emirs de Yola
- Modibbo Adama ben Hassan 1809 - 1848
- Hamidu ben Adama (regent) 1848
- Laubal ben Adama 1848 - 1872 (fill d'Adama)
- Sanda ben Adama 1872 - 1890 (germà)
- Zubayru ben Adama 1890 - 1901 (germà)
- Bibbo Ahmadu ben Adama 1901 - 1909 (germà)
- Iya ben Sanda 1909 - 1910 (fill de Sanda ben Adama)
- Muhammadu Abba 1910 - 1924 (fill de Bobbo Ahmadu ben Adama)
- Muhammadu Bello ben Ahmadu ben Hamidu ben Adamu 1924 - 1928
- Mustafa ben Muhammadu Abba 1928 - 1946 (fill de Muhammadu Abba)
- Ahmadu ben Muhammadu Bello 1946 - 1947 (nominal fins al juny de 1953)
- Aliyu Mustafa ben Muhammad Mustafa 1953-2010
- Muhammadou Barkindo Aliyu Musdafa 2010-